# Lempel–Ziv–Oberhumer
Lempel–Ziv–Oberhumer (LZO) è un algoritmo di compressione dati senza perdita orientato alla velocità di decompressione.

## Funzionamento
La libreria LZO implementa una serie di algoritmi con le seguenti caratteristiche:
- velocità di compressione simile all'algoritmo DEFLATE
- decompressione molto veloce
- richiede un buffer aggiuntivo durante la compressione (8 kB or 64 kB, a seconda del livello di compressione)
- non richiede memoria aggiuntiva per la decompressione a parte i buffer di lettura e scrittura
- permette all'utente di bilanciare tra velocità e rapporto di compressione senza influenzare la velocità di decompressione

## Implementazioni
Un'implementazione libera è lzop. La libreria originale è scritta in ANSI C, ed è stata pubblicata nel 1996 da Markys F. X. J. Oberhumer secondo la licenza GNU GPL. Altre versioni di LZO sono disponibili per Perl, Python e Java. Diverse implementazioni di LZO funzionano in ambiente Win32, AIX, ConvexOS, IRIX, Mac OS, Palm OS, PlayStation, Nintendo 64, Wii, Solaris, SunOS, TOS (Atari ST), Linux and VxWorks. LZO è una delle opzioni per la compressione integrata nei file system btrfs e SquashFS.